# Бойовичі
Бойовичі (чорн. Bojovići/Бојовићи) — село (поселення) в Чорногорії, підпорядковане общині Андрієвиця. Християнське поселення з населенням 128 мешканців.

## Населення
Динаміка чисельності населення (станом на 2003 рік):
- 1948 → 192
- 1953 → 195
- 1961 → 144
- 1971 → 157
- 1981 → 155
- 1991 → 131
- 2003 → 128

Національний склад села (станом на 2003 рік):
Слід відмітити, що перепис населення проводився в часи міжетнічного протистояння на Балканах й тоді частина Чорногорців солідаризувалася з Сербами й відносила себе до спільної з ними національної групи (найменуючи себе югославами-сербами — притримуючись течії панславізму). Тому, в запланованому переписі на 2015 рік очікується суттєва кореляція цифр національного складу (в сторону збільшення кількості чорногорців) — оскільки тепер чіткіше проходитиме розмежування, міжнаціональне, в самій Чорногорії.